# Grimesnil
Grimesnil är en kommun i departementet Manche i regionen Normandie i norra Frankrike. Kommunen ligger i kantonen Gavray som tillhör arrondissementet Coutances. År 2022 hade Grimesnil 70 invånare.

## Befolkningsutveckling
Antalet invånare i kommunen Grimesnil
| Referens: INSEE |